# Richard Hildreth
Richard Hildreth, född den 28 juni 1807 i Deerfield, Massachusetts, död den 11 juli 1865 i Florens, var en amerikansk författare.
Hildreth var bland annat redaktör (1832–1840) för tidningen "Boston Atlas", senare tidningsutgivare i Demerara och en tid medarbetare i "New York Tribune". Mot slaveriet uppträdde han med stor iver både som tidningsman och i synnerhet i romanen The slave or memoir of Archy Moore (1836; ny upplaga 1852 under titeln The white slave; svensk översättning "Den hvita slafven", 1853). Hans främsta verk är History of the United States (6 band, 1849–1852, ny upplaga 1880; går till 1821), som röjer noggranna studier och ärlig strävan efter opartiskhet.